# Migração internacional
A migração internacional ocorre quando um indivíduo cruza as fronteiras de um Estado do qual seja cidadão ou nacional e permanece em outro Estado de forma temporária ou permanente. O migrante internacional é, portanto, tanto um imigrante, do ponto de vista do país de destino, quanto um emigrante, do ponto de vista do país de saída. Sendo assim, a migração internacional é um conceito mais amplo que abarca os conceitos de imigração e emigração. A migração pode ocorrer por diversos motivos. Muitas pessoas deixam os seus países de origem em busca de oportunidades econômicas em outro país. Algumas migram para estar com membros da família que migraram e outras devido às condições políticas em seus países. A educação é outra razão para a migração internacional, uma vez que muitos estudantes buscam seus estudos no exterior – embora essa migração seja por vezes temporária, com regresso ao país de origem após a conclusão dos estudos.

## Categorias de migrantes internacionais
Embora não exista uma definição universalmente aceita de migrantes internacionais, podemos categorizar esse fenômeno em 3 principais grupos:
- migrantes documentados
- migrantes indocumentados
- refugiados/requerentes de asilo

Além disso, a migração internacional também pode ser dividida em relação ao tempo de deslocamento do migrante, sendo este permanente ou temporário. A migração permanente corresponde aos indivíduos que têm a intenção de estabelecer residência permanente em um novo Estado e, possivelmente, obter a cidadania desse país. A migração temporária corresponde aos indivíduos que pretendem permanecer apenas por períodos limitados de tempo, conforme, por exemplo, um determinado programa de estudos, duração do seu contrato de trabalho, ou, ainda, por razões de turismo.
A migração internacional tem um efeito significativo nas economias e sociedades tanto do país de destino escolhido quanto do país de origem. Nesses países, o desenvolvimento econômico possibilitado pelas remessas e o ativismo transnacional em apoio aos direitos dos migrantes que saem e dos migrantes que chegam são questões importantes. À medida que as pessoas começam a imigrar para diferentes países para apoiar suas famílias financeiramente, contribuem tanto para a economia do país de destino quanto do seu país de origem, enviando os seus rendimentos como remessas.

## Dados e Estatísticas
De acordo com o Relatório de Migração Mundial (2022), realizado pela Organização Internacional para as Migrações (OIM), cerca de 3,6% da população mundial está em condição de migração internacional. Essa porcentagem corresponde a aproximadamente 280 milhões de pessoas.
Ainda, existe a previsão de que, em média, pelo menos "50% da população mundial viveria num país estrangeiro" se as restrições à imigração fossem liberalizadas.

## Causas
Muitos autores dissertaram e revisaram os modelos e teorias de migração internacional. Um dos modelos mais conhecidos é o chamado modelo push-pull. É possível classificar, com base nessa concepção, as causas da migração internacional a partir de dois fatores: os fatores de impulso (push) e os fatores de atração (pull). Logo, as listas de fatores de impulso incluem aspectos negativos, como dificuldades econômicas, sociais e políticas, enquanto as de fatores de atração incluem aspectos positivos, como vantagens econômicas, sociais e políticas em relação ao seu país de residência. Por exemplo:
 
Fatores de impulso (push)
- Assistência médica de baixa qualidade
- Escassez de empregos
- Economia instável
- Perseguição por motivos de opiniões políticas
- Perseguição por motivos de raça
- Perseguição por motivos de religião
- Perseguição por motivos de nacionalidade
- Perseguição por motivos de grupo social
- Grave e generalizada violação de direitos humanos
- Criminalidade e violência
- Desastres naturais
- Crises climáticas

Fatores de atração (pull)
- Assistência médica de alta qualidade
- Melhores oportunidades de emprego
- Melhores padrões de vida
- Educação
- Segurança
- Laços familiares
- Menor criminalidade e violência